# Ana Grgurevič
Ana (Ančka) Grgurevič, slovenska ljubiteljska igralka * 25. avgust 1914, Ljubljana, Avstro-Ogrska † 1994?/1962, Kranj, Slovenija.            

## Življenje in delo
Ana Grgurevič (poročena Lombar) se je rodila 25. avgusta 1914 v Ljubljani. Njen oče Miroslav Grgurevič, rojen 10. aprila 1882 v Dugi Resi pri Karlovcu, je bil tovarnar. Mati Marija Grgurevič (rojena Zabukovec) se je rodila 20. avgusta 1887.
Družina je živela v ulici Veliki štradon 6 in kasneje v Hrenovi ulici 17.
Ana Grgurevič je imela tri brate, Vladimirja roj. 14. februarja 1920, Mirka roj. 14. februarja 1900 in Borisa roj. 10. aprila 1921 ter dve sestri, Silvestro roj. 17. novembra 1907 in Marto roj. 27. novembra 1909.
Končala je štiri razrede malomeščanske šole z malo maturo.
Kot ljubiteljska igralka je bila članica Šentjakobskega odra od 1932/33, poklicna igralka pri Šentjakobskem gledališču od 1949 do 1. oktobra 1956. 
Dolga leta je bila tudi tajnica Šentjakobskega odra in društva.
Bila zaposlena v Mestnem poglavarstvu od 1935 do 1944, nato v Mestnem ljudskem odboru na oddelku za prehrano, od 1946 do 1949 v Državni založbi v Ljubljani.
V času od 6. junija 1944 do 23. julija 1945 je bila v internaciji v Ravensbrücku.
Sezoni 1958/59 se je včlanila v igralski zbor mariborske drame in tu zaznamovala večje vloge, kot so glavna vloga v Fischerjevem Prostem dnevu, Kraljica Jolanda v Anouilhovem Škrjančku in Mati v Osborne-Creightonovi igri Tukaj počiva George Dillon.
Od leta 1960 do upokojitve 1962 je bila v Kranju pri Prešernovem gledališču strokovna svetovalka za amaterska društva. 
V slovenskih igranih filmih in na TV je odigrala nekaj manjših vlog. 
Bila je poročela z igralcem Marjanom Lombarjem, s katerim sta ste spoznala na dramatskem tečaju, ki so ga tekom sezone 1932/33 vodili med drugimi člani Šentjakobskega gledališča. Na koncu sezone 1955/56 sta z Lombarjem zapustila Šentjakobsko gledališče in odšla h Gledališču Slovenskega primorja v Kopru: »Njun odhod je bil za gledališče velika izguba«

## Delo v Šentjakobskem gledališču Ljubljana
V okviru Šentjakobskega gledališča je oblikovala 68 vlog in odigrala 977 predstav. 12. oktobra leta 1938 je imela jubilejni 100. nastop, 20. oktobra 1956 pa 500. nastop.

### Seznam vlog v Šentjakobskem gledališču (izbor)
| Sezona         | Predstava                          | Vloga                |
| -------------- | ---------------------------------- | -------------------- |
| Sezona 1933/34 | Deseti brat                        | Služkinja            |
| Sezona 1934/35 | Rokovnjači                         | Urša                 |
| Sezona 1934/35 | Hčerki njene ekselence             | Služkinja            |
| Sezona 1934/35 | Matajev Matija                     | Cencanova Urša       |
| Sezona 1934/35 | Lepa pustolovščina                 | Jeantine             |
| Sezona 1935/36 | Legionarji                         | Reza                 |
| Sezona 1935/36 | Morala gospe Dulske                | Hanka                |
| Sezona 1935/36 | Kikiriki                           | Millie               |
| Sezona 1935/36 | Na Trški gori                      | Franca               |
| Sezona 1936/37 | Janez Sonce                        | Urša                 |
| Sezona 1936/37 | Labirint                           | Suflerka v vlogi     |
| Sezona 1936/37 | Zakonci stavkajo                   | Korenka              |
| Sezona 1936/37 | Kdo je papa?                       | Henriette            |
| Sezona 1937/38 | Nobene žene več                    |                      |
| Sezona 1937/38 | Njena velika ljubezen              | Horvatova            |
| Sezona 1938/39 | Vdova Rošlinka                     | Anka                 |
| Sezona 1938/39 | Dobri vojak Švejk                  | Gospa Pavličeva      |
| Sezona 1938/39 | Pepelka                            | Mačeha               |
| Sezona 1938/39 | Slaba vest                         | Lenka                |
| Sezona 1938/39 | Košček sreče                       | Nežka                |
| Sezona 1939/40 | Kurent                             | Špeličkova Mica      |
| Sezona 1940/41 | Princeske in pastirček             |                      |
| Sezona 1940/41 | Gospa ministrica                   | Teta Savka           |
| Sezona 1940/41 | Visoka pesem                       |                      |
| Sezona 1946/47 | Ujež                               | Dr. Arsićeva         |
| Sezona 1946/47 | Hlapci                             | Jermanova mati       |
| Sezona 1947/48 | Pohujšanje v dolini šentflorjanski | Županja              |
| Sezona 1947/48 | Žalujoči ostali                    | Sarka                |
| Sezona 1948/49 | Cvetje v jeseni                    | Barba Presečnikova   |
| Sezona 1948/49 | Kobilice                           | Birdie Hubbard       |
| Sezona 1949/50 | Dundo Maroje                       | Baba, Perina dojilja |
| Sezona 1950/51 | To smo tiči                        |                      |
| Sezona 1951/52 | Na razpotju                        |                      |
| Sezona 1952/53 | Dr                                 |                      |
| Sezona 1953/54 | Hiša v Montevideu                  |                      |
| Sezona 1953/54 | Kam iz zadreg                      |                      |
| Sezona 1953/54 | Naj bo stara al' pa mlada          |                      |
| Sezona 1954/55 | Skupno stanovanje                  |                      |
| Sezona 1955/56 | Ljubezen in logaritmi              | Valerija Markić      |
| Sezona 1955/56 | Marija Stuart                      | Hana Kennedy         |

## Sodelovanje pri filmih
Ana Grgurevič je v slovenskih igranih filmih odigrala manjše vloge, in sicer:
- 1948 Striček Mraz (vloga starke)[7]
- 1953 Vesna (vloga sosede)[8]
- 1965 Lucija (podpisana kod Ančka Lombar)[9]